# 琴丘郵便局
琴丘郵便局（ことおかゆうびんきょく）は秋田県山本郡三種町鹿渡にある郵便局である。民営化前の分類では集配特定郵便局であった。局番号は86037。

## 概要
住所：〒018-2199 秋田県山本郡三種町鹿渡字町後121番地1

## 沿革
- 1881年（明治14年）1月1日 - 鹿渡（かど）郵便局（五等）として開設[1]。
- 1885年（明治18年）10月1日 - 貯金取扱を開始。
- 1896年（明治29年）7月1日 - 為替取扱を開始[2]。
- 1899年（明治32年）12月1日 - 小包郵便取扱を開始[3]。
- 1902年（明治35年）10月11日 - 鹿渡郵便電信局（三等）となる[4]。
- 1903年（明治36年）4月1日 - 通信官署官制の施行に伴い鹿渡郵便局となる。
- 1925年（大正14年）12月26日 - 電話通話事務を開始[5]。
- 1973年（昭和48年）
  - 4月1日 - 琴丘郵便局に改称[6]。
  - 12月12日 - 電話交換業務を能代電報電話局に移管。
- 1988年（昭和63年）10月17日 - 上岩川郵便局から集配業務を移管。
- 2007年（平成19年）10月1日 - 民営化に伴い、併設された郵便事業能代支店琴丘集配センターに一部業務を移管。
- 2012年（平成24年）10月1日 - 日本郵便株式会社発足に伴い、郵便事業能代支店琴丘集配センターを琴丘郵便局に統合。

## 取扱内容
- 郵便、印紙、ゆうパック、チルドゆうパック、内容証明、国際郵便
- 貯金、為替、振替、振込、国債、財形定額貯金
- 生命保険、バイク自賠責保険、がん保険
- 宝くじの販売
- ゆうちょ銀行ATM
- 山本郡三種町の一部地域（天瀬川・鯉川・上岩川・鹿渡のみ：〒018-21xx）の集配業務

## 周辺
- 三種町琴丘地域拠点センター
- 道の駅ことおか
- 八郎潟東部承水路
- 国道7号

## アクセス
- JR奥羽本線 鹿渡駅から徒歩約12分
- 秋北バス 鹿渡停留所下車
- 秋田自動車道 琴丘森岳ICから北西へ約1km
- 駐車場あり：2台